# Angūrtlār-e Soflá
Angūrtlār-e Soflá (persiska: اَنگورتلارِ سُفلَى, اَژدَرلو) är en ort i Iran.   Den ligger i provinsen Ardabil, i den nordvästra delen av landet, 500 km nordväst om huvudstaden Teheran. Angūrtlār-e Soflá ligger 395 meter över havet och antalet invånare är 305.
Terrängen runt Angūrtlār-e Soflá är huvudsakligen lite kuperad. Angūrtlār-e Soflá ligger nere i en dal. Runt Angūrtlār-e Soflá är det ganska tätbefolkat, med 58 invånare per kvadratkilometer. Närmaste större samhälle är Germī, 16,2 km söder om Angūrtlār-e Soflá. Trakten runt Angūrtlār-e Soflá består till största delen av jordbruksmark.